# Washington (Arkansas)
Washington – miasto w Stanach Zjednoczonych, w stanie Arkansas, w hrabstwie Hempstead.